# Swietenia macrophylla

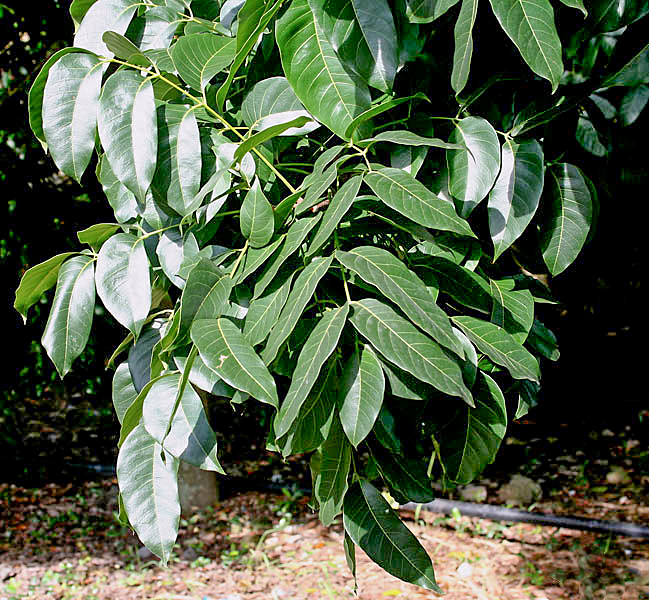
Folhagem (Calcutá, Bengala Ocidental, Índia).

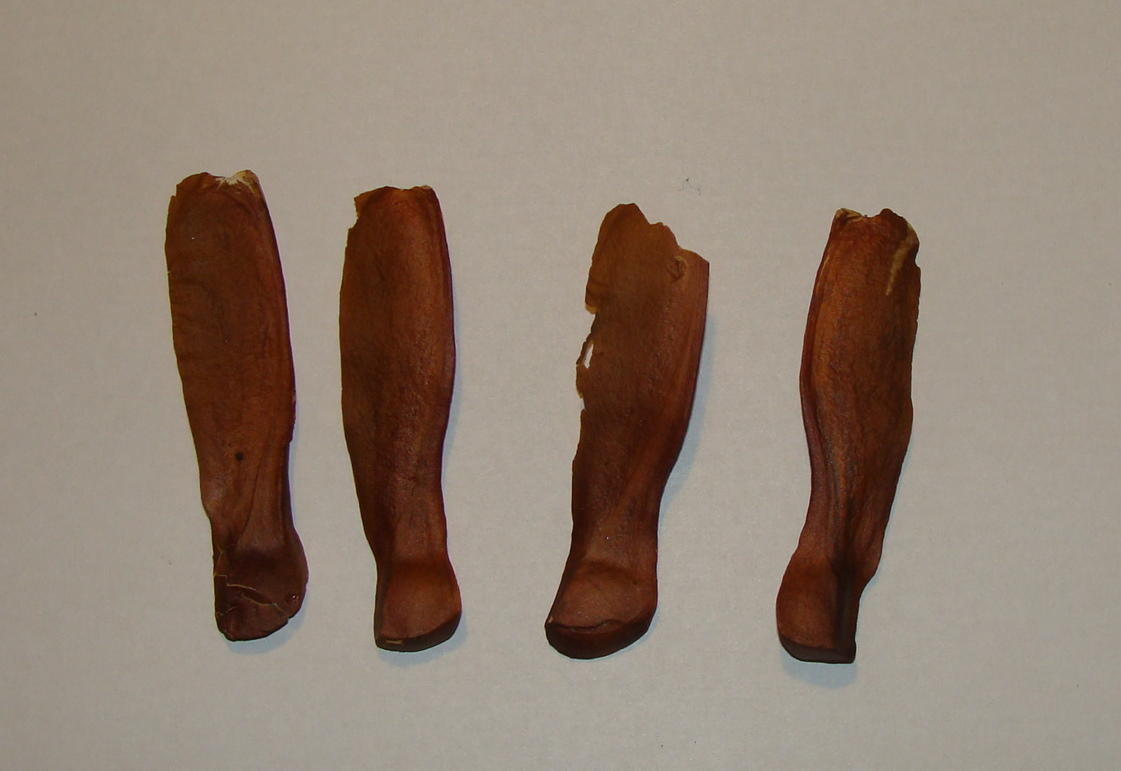
Sementes de Swietenia macrophylla.

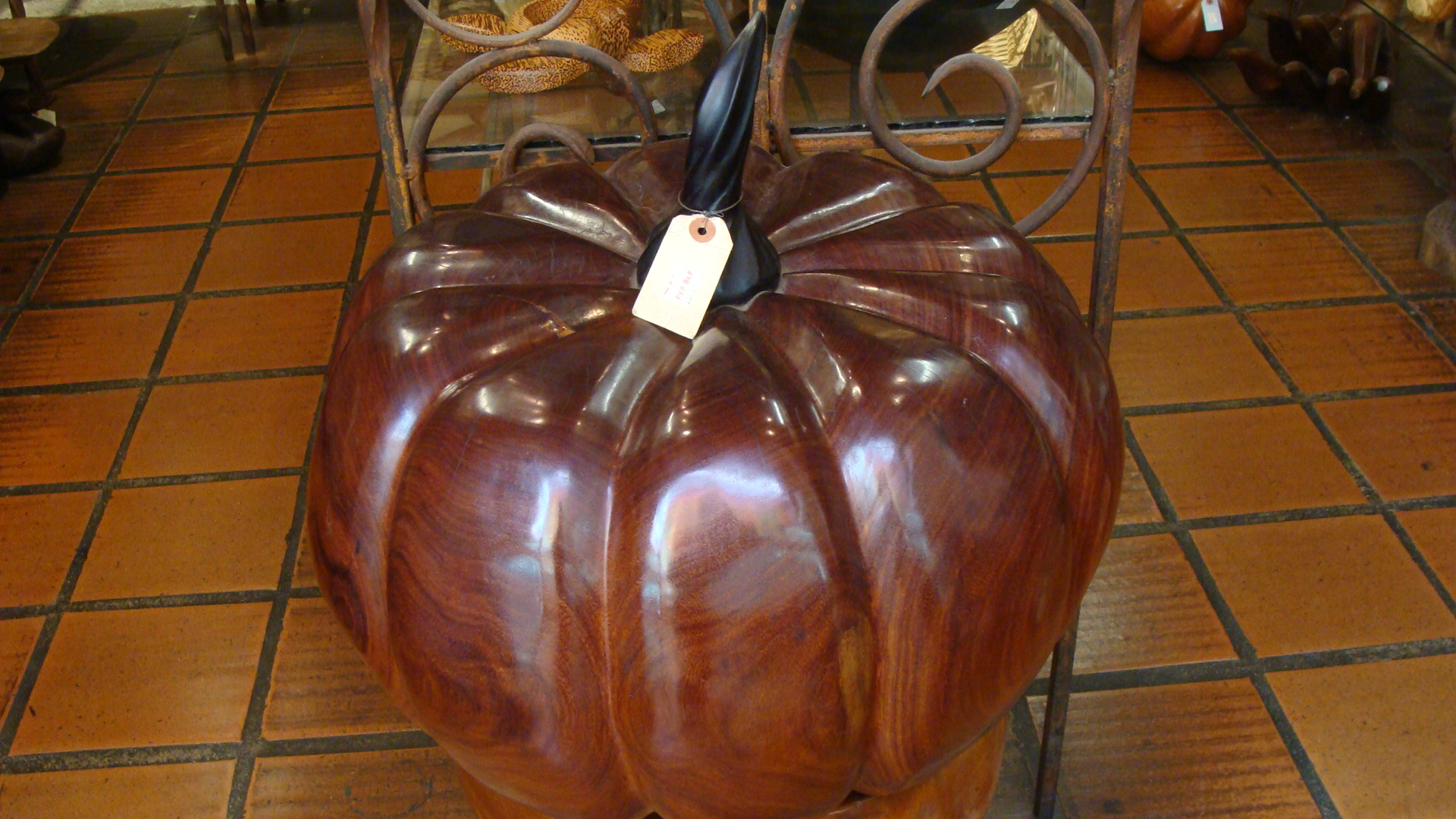
Figura talhada num bloco maciço de um tronco de mogno, mostrando os anéis circulares de crescimento da árvore, ainda que se deve assinalar que não são anéis de crescimento anual por a madeira não ser proveniente de um clima estritamente estacional quanto às chuvas.

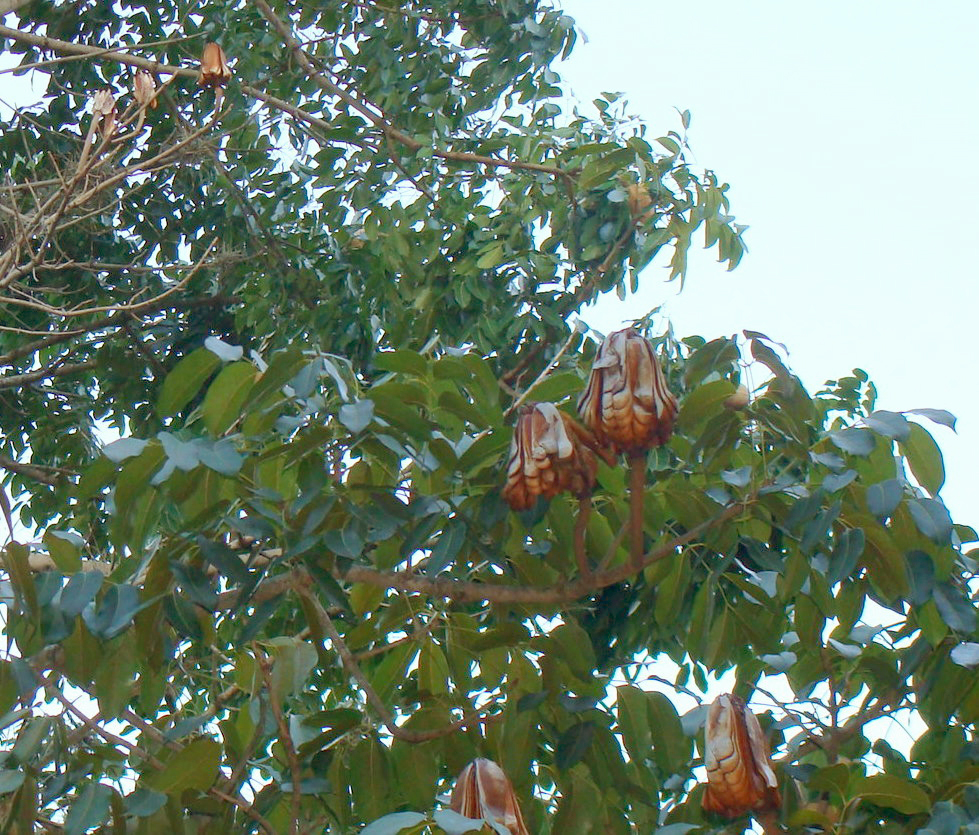
Frutos abertos com sementes já visíveis.

Swietenia macrophylla King, 1886, conhecida pelos nomes comuns de  aguano  ou  mogno-brasileiro, é uma espécie de árvores pertencente à família Meliaceae, sendo uma das três espécies que produzem as madeiras comercializadas sob o nome de mogno (as outras são Swietenia mahagoni e Swietenia humilis). A espécie tem distribuição natural na região intertropical da América do Sul e América Central, desde o México à Amazónia, mas está naturalizada em Singapura e Hawaii, e é cultivada em plantações distribuídas pelas regiões tropicais de todos os continentes, com destaque para o sul da Ásia.

## Descrição
S. macrophylla é uma árvore perenifólia, mas decídua ou semidecídua nas regiões mais secas, de 35 a 50 m (raramente até 70 m) de altura, diâmetro a 1,3 m de altura que varia de  1,0 a 1,8 m (até 3,5 m). Copa aberta, arredondada em forma de sombreiro. A espécie é heliófita e habita a floresta clímax de terra firme, com crescimento rápido, atingindo a 4 m de altura aos 2 anos de idade.
As folhas são alternas, paripinadas (poucas vezes imparipinadas), de 10 a 40 cm de comprimento (incluindo o pecíolo); 3-5 pares de folíolos, de 5 x 2 a 12 x 5 cm, lanceolados a ovados, assimétricos, de margens inteiras.
O tronco recto, sem ramos até a uma grande altura, algo acanalado, com sistema radical profundo. Ramagens grossas e ascendentes, escassas, retorcidas acima dos 25 m;  ritidoma externa profundo, muito fissurado, especialmente na variedade conhecida por mogno negro, com a parte externa escamosa, alargada, pardo-grisácea a castanho-grisáceo; ritidoma interno rosada a vermelho, fibroso, amargo e adstringente, com 1 a 3 cm de espessura. Através das gretas resultantes da fendilhação da casca é visível a coloração avermelhada da madeira, mais escuro quanto mais profunda seja a fenda.
A madeira é castanho-avermelhada, o que dá o nome à coloração mogno, variando de castanho avermelhado até tinto, muito densa e maciça, pelo que se afunda rapidamente na água, razão pela qual se não podem utilizar os rios para que flutuem os troncos até às serrações. É uma madeira de grão fino, ideal para a marcenaria por ser fácil de talhar, de grande valor para a feitura de móveis e, em geral, constitui uma das madeiras de maior valor no mercado mundial.
As flores são pequenas, amarelado-esverdeadas, agrupadas em panículas axilares e subterminais, glabras, de até 20 cm de comprimento. A espécie é hermafrodita (monoica), apresentando ambos os sexos na mesma inflorescência, com as flores masculinas mais abundantes que as femininas, ambas muito perfumadas. As flores são actinomórficas, de 6 a 9 mm de diâmetro, com o cálice acopado; 5-pétalas, de corola oval e côncava.
O fruto é uma cápsula lenhosa, ovoide a oblonga, pardo-avermelhada, por vezes grisácea, de 10 a 20 cm x 8 cm, deiscente pela base, abrindo em 4 a 5 valvas. Cada fruto contém 40-60 sementes, em grupos de 12 por lóculo. As sementes têm 1 cm de comprimento, assimétricas, comprimidas, coloração castanho-canela, com um prolongamento alar assimétrico, de 6 a 8 cm de comprimento. Sementes aladas muito amargas, adstringentes, extremadamente leves, adaptadas para que o vento as disperse a certa distância (anemocoria). A espécie produz grande número de sementes viáveis, sendo que 1 kg de sementes contém cerca de 2300 unidades, de viabilidade curta.
A espécie é considerada num estado de conservação de espécie vulnerável por perda de habitat e sobre-exploração na sua região de distribuição natural, razão pela qual as madeiras de mogno originárias da América Central e do Sul estão sujeitas a restrições de comercialização no âmbito da convenção CITES. As madeiras provenientes dos países onde é cultivada não sofrem essas restrições.
A maioria da madeira de mogno comercializada tem origem em plantações do sueste asiático, sendo em países asiáticos que se cultiva as maiores quantidades desta árvore. Os maiores produtores de madeira de Swietenia macrophylla são a Índia, Indonésia, Malásia, Bangladesh, Fiji, Filipinas, Laos, Singapura e alguns outros, sendo que a Índia e Fiji são os maiores produtores mundiais.
A espécie apresenta elevado valor económico sendo uma das produtoras de madeira de mogno considerado genuíno, comercializado sob o nome comercial de mogno ou mogno-brasileiro, sendo a sua procura muito elevada o que a torna escassa no mercado e com elevado preço. Na sua região de origem é conhecida por caoba e por aguano e zopilote.
É a árvore emblemática do estado de Portuguesa (Venezuela).

## Distribuição e ecologia
Ocorre entre 0 e 1500 msnm, em regiões com amplitude térmica do ar caracterizadas por temperatura mínima de 11 °C a máxima de 32 °C, com precipitação anula de 1200 a 4000 mm, em solos profundos, bem drenados, franco-argilosos a franco-arenosos, preferindo solos ligeiramente alcalinos com tendência para a neutralidade. Exige luz solar intensa, mas tolera a sombra na sua etapa juvenil, uma adaptação ao crescimento em zonas com numerosas espécies de árvores de grandes dimensões, pelo que nos primeiros anos de vida tem que crescer apesar do ensombramento produzido pelas demais árvores que lhe limitam a quantidade de insolação até que alcance uma altura suficiente para se destacar entre as restantes árvores. Em consequência desta adaptação, quando as árvores jovens estão expostas a insolação intensa, não crescem tanto como quando são obrigadas a crescer para obter uma insolação abundante. Este fenómeno pode comprovar-se quando se plantam estas árvores em ruas com edifícios altos: as árvores crescem até destacar-se a um nível superior, em comparação com outras plantadas ai mesmo tempo na mesma zona mas em lugares mais abertos e sem árvores ou edifícios.
O seu desenvolvimento óptimo ocorre nas selvas de galeria dos Llanos ocidentais e na região da periferia amazónica, desde o estado de Cojedes até ao de Barinas.
Swietenia macrophylla foi descrita por George King e publicada em Hooker's Icones Plantarum 16: t. 1550. 1886. A etimologia do nome genérico Swietenia é o apelido do médico Gerard van Swieten, em cuja honra foi denominado. O epíteto específico macrophylla é de origem latina e significa "com folhas grandes", uma alusão às grandes dimensões (> 40 cm) das folhas da espécie.
A espécie apresenta uma rica sinonímia, resultada da sua variabilidade morfológica e ampla região de distribuição natural:
- Swietenia candollei Pittier 1920
- Swietenia tessmannii Harms
- Swietenia krukovii Gleason
- Swietenia belizensis Lundell
- Swietenia macrophylla var. marabaensis Ledoux & Lobato[9]

A planta apresenta uma grande diversidade de nomes comuns, entre os quais: caoba, caobo, cóbano (Tab.); kanak-ché, punab (l. maya, Yuc.); rosadillo, tsulsul, tutzul (l. tzeltal, Chis.); tzopilo-cuáhuitl (l. náhuatl) ; tzulzul (Chis.) ; zopílotl, macchochuc-quiui (l. totonaca, Ver.), venadillo, cobilla (Sinaloa, México), caoba americana,  caoba de hoja grande, caoba del sur, caoba del atlántico, mogno, aguano, oruba, mara, mahonii, cobano, almendro (Equador) mara (Bolívia)

## Galeria

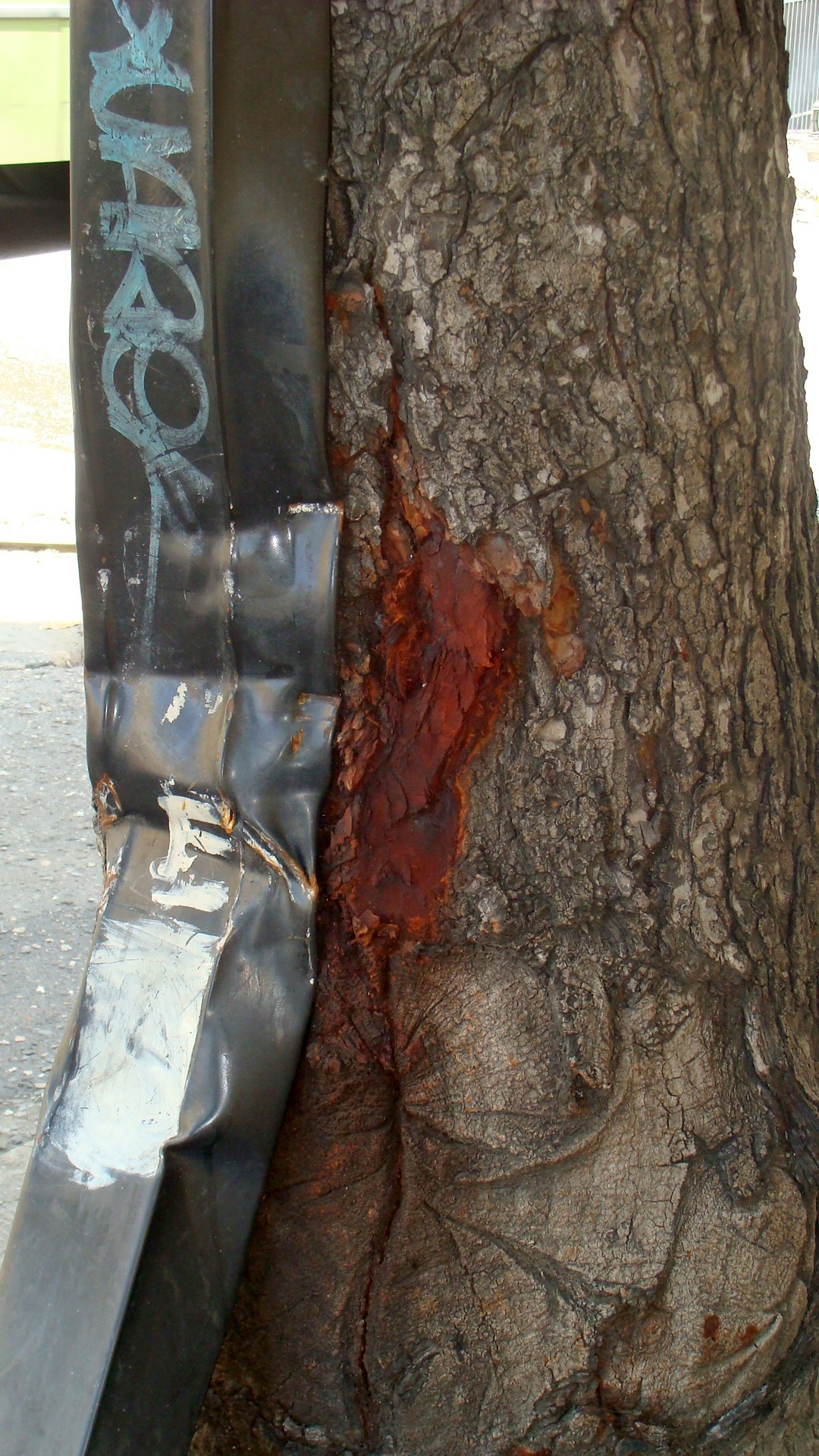
Tronco de S. macrophylla danificado por veículo (Caracas, Venezuela). Também presenta uma marca inferior de um choque anterior, já quase completamente cicatrizada.
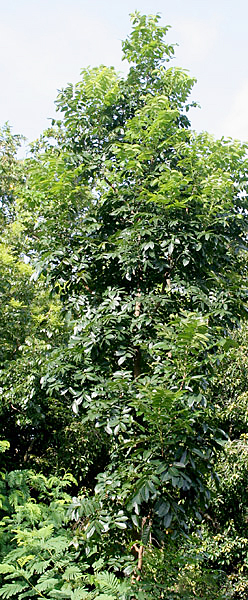
Árvore juvenil (Kolkata, West Bengal, Índia).
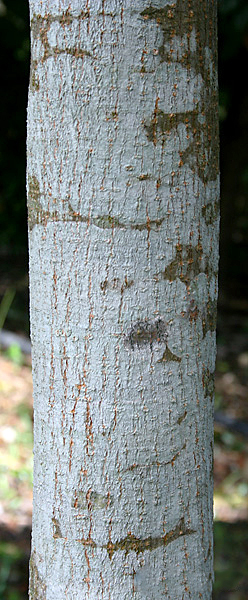
Casca juvenil (Kolkata, West Bengal, Índia).
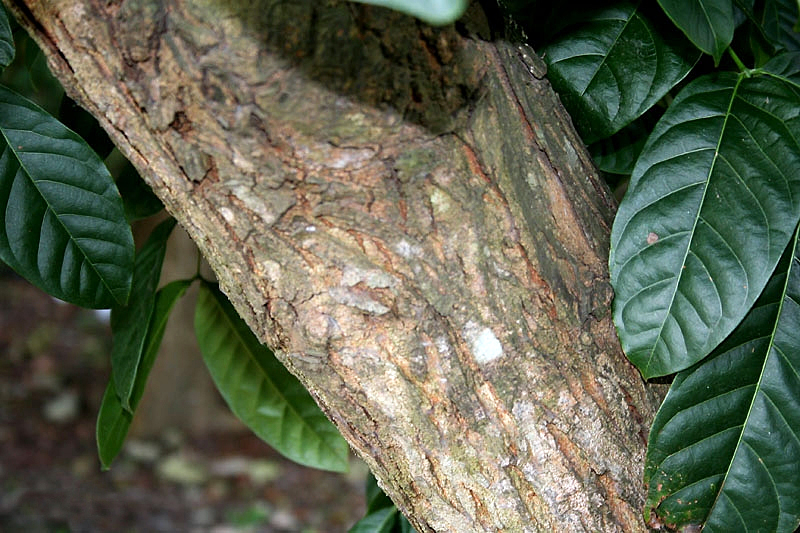
Folhas e casca envelhecida (Kolkata, West Bengal, Índia).
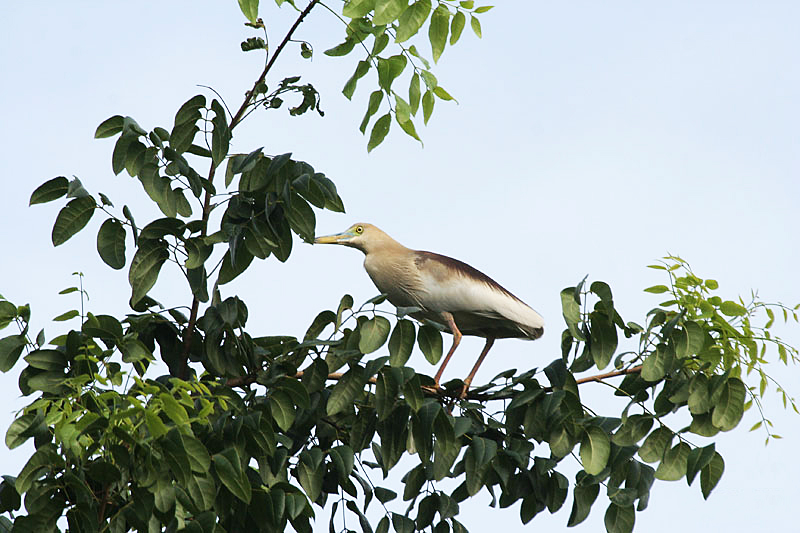
Folhagem (Kolkata, West Bengal, Índia).
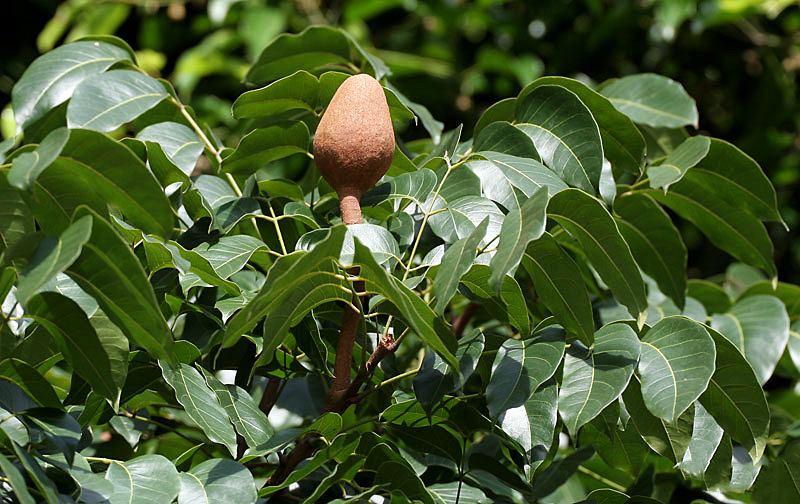
Frutos e folhagem (Kolkata, West Bengal, Índia).
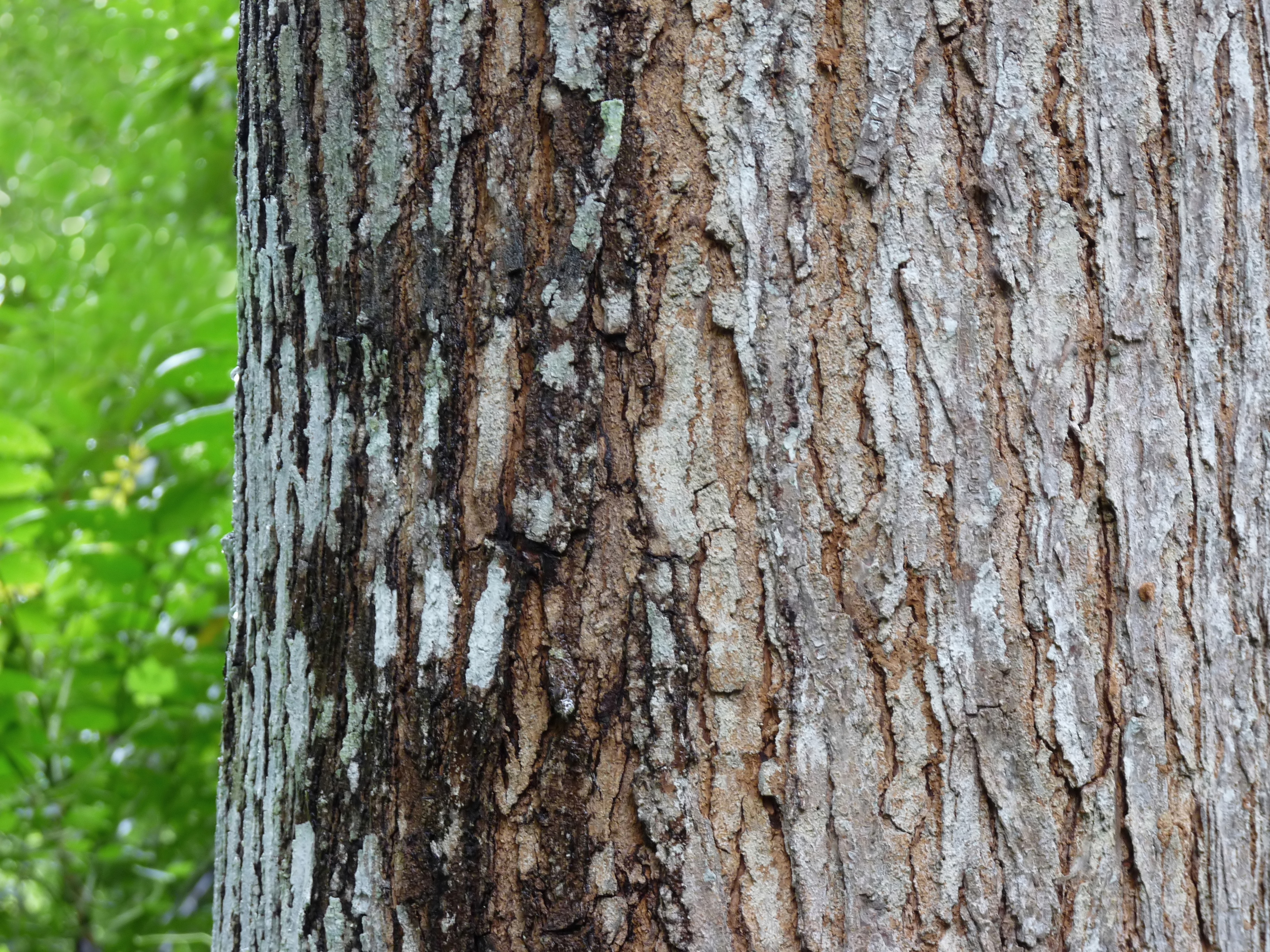
Padrão do ritidoma do mogno-brasileiro.
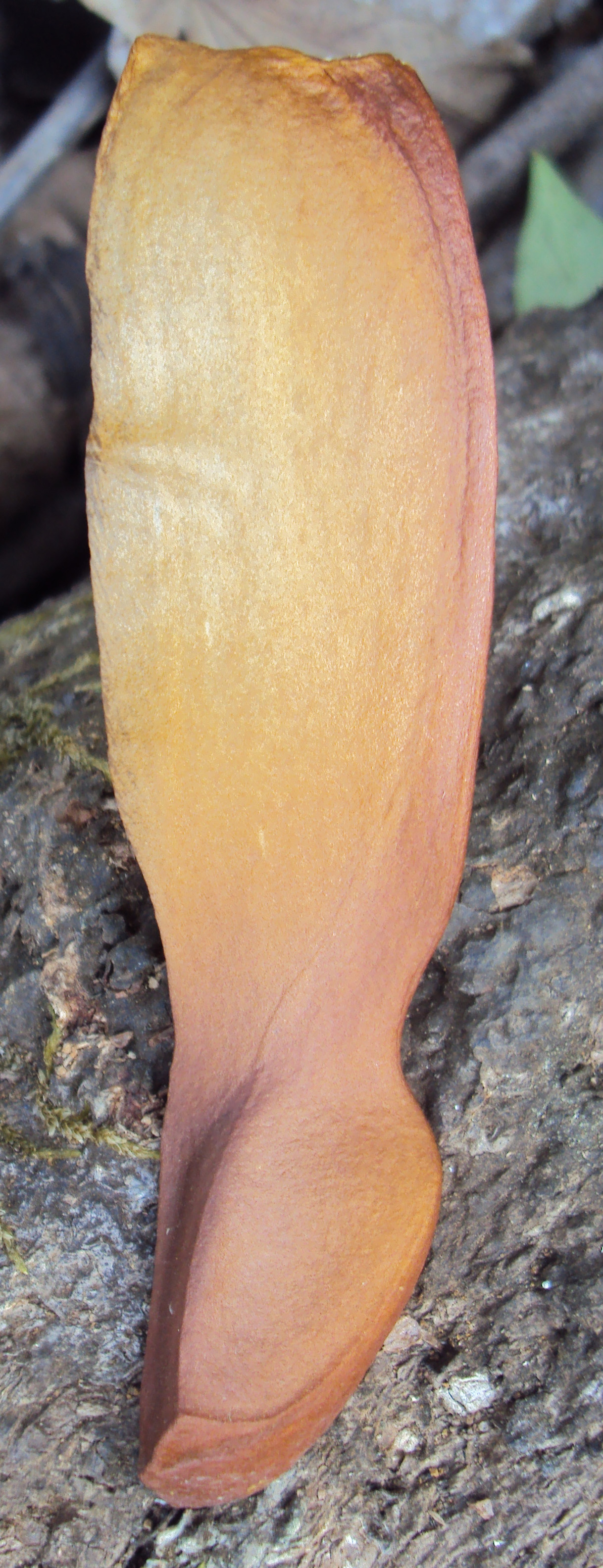
Sementes.
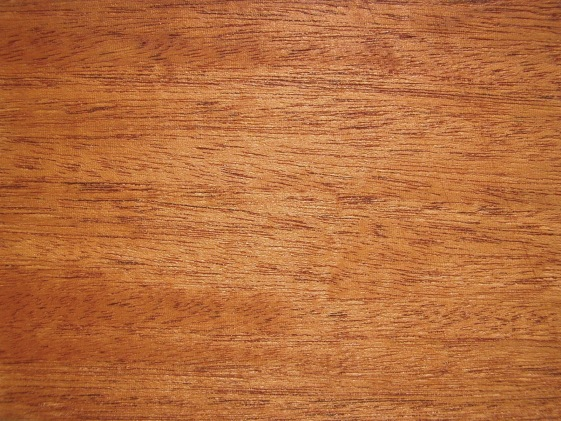
Madeira de Swietenia macrophylla.
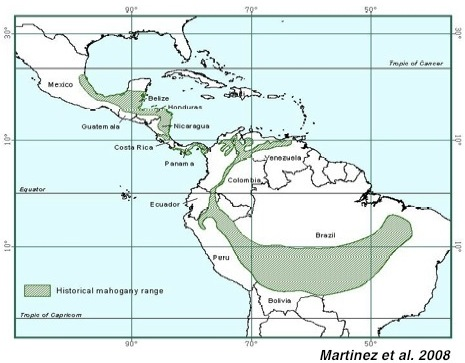
Distribuição histórica da espécie (Lamb (1966) in Martinez et al. 2008).
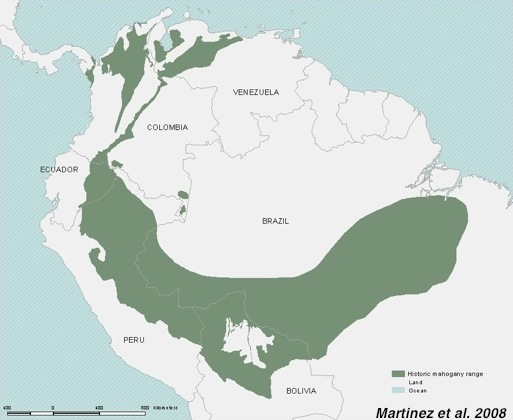
Distribuição histórica revista (Martinez et al. 2008).
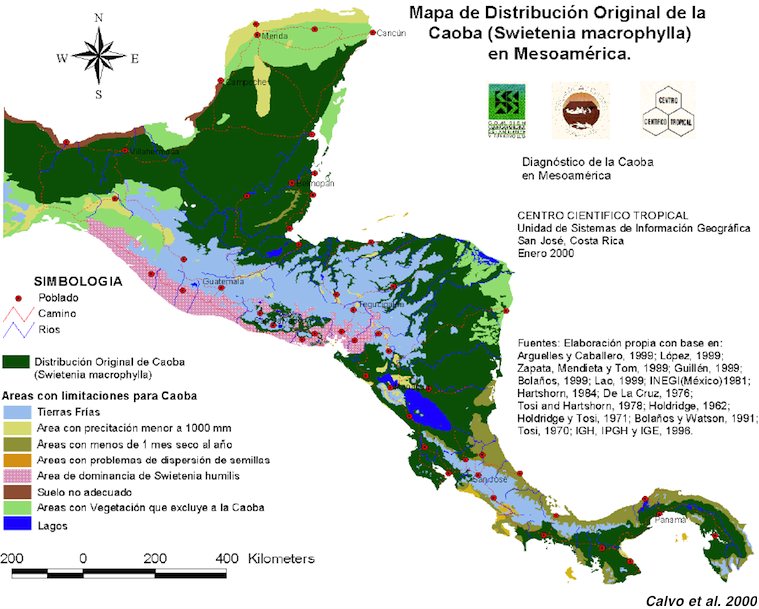
Distribuição histórica no México e América Central (Calvo et al. 2000).